# Darko Todorović
Darko Todorović, né le 5 mai 1997 à Bijeljina en Bosnie-Herzégovine, est un footballeur international bosnien qui évolue au poste de arrière droit à l'Akhmat Grozny.

## Biographie

### Sloboda Tuzla
Darko Todorović, né en Bosnie-Herzégovine dans la ville de Bijeljina, commence le football au Sloboda Tuzla. C'est avec ce club qu'il fait ses débuts en professionnel le 11 avril 2015, lors d'un match de championnat que son équipe perd sur le score de un but à zéro face au HŠK Zrinjski Mostar.

### Red Bull Salzbourg
Le 10 juillet 2018, Darko Todorović est transféré au Red Bull Salzbourg, où il signe un contrat courant jusqu'en mai 2023. Il fait sa première apparition en championnat sous ses nouvelles couleurs le 11 août 2018, lors de la victoire de son équipe contre le FK Austria Vienne (2-0).

### Prêts successifs
Le 25 juillet 2019 Darko Todorović est prêté par le Red Bull Salzbourg pour la saison 2019-2020 à Holstein Kiel, en deuxième division allemande. Il joue son premier match pour le club le 27 juillet 2019 face au SV Sandhausen, en championnat (1-1).
En août 2020 il est prêté pour une saison au club croate de l'Hajduk Split.

### Akhmat Grozny
Le 3 septembre 2021, Darko Todorović est cette fois prêté en Russie, à l'Akhmat Grozny pour une saison.
Le 18 juin 2022, Todorović signe définitivement avec l'Akhmat Grozny pour un contrat de deux ans.
Le 31 janvier 2024, Todorović prolonge son contrat avec l'Akhmat Grozny, étant alors lié au club jusqu'en juin 2027.

### En sélection nationale
Darko Todorović honore sa première sélection avec l'équipe nationale de Bosnie-Herzégovine le 29 janvier 2018, lors d'un match amical face aux États-Unis. Titulaire ce jour-là, il participe à l'intégralité de la rencontre à son poste de prédilection, arrière droit, et la partie se termine sur un match nul (0-0).

## Palmarès

### En club
Red Bull Salzbourg
- Champion d'Autriche
  - 2018-2019
- Coupe d'Autriche
  - 2018-2019